# فرانز شرايبر
فرانز شرايبر (بالألمانية: Franz Schreiber)‏ هو عسكري ألماني، ولد في 8 مايو 1904 في درسدن في ألمانيا، وتوفي في 26 فبراير 1976 في هامبورغ في ألمانيا.